# Melampodium
Melampodium es un género de plantas fanerógamas perteneciente a la familia Asteraceae. Género americano, mayormente diversificado en México, distribuido del centro-sur  de  Estados  Unidos  a  Colombia  y  de  manera  disyunta  en  Brasil.  Algunas especies son adventicias en las Antillas, en California y en el sur de Asia.
Comprende 103 especies descritas y de estas, solo 40 aceptadas.

## Descripción
Consta de plantas herbáceas anuales o perennes, o bien, a veces arbustivas. Tallos erectos a postrados, a menudo ramificados en forma dicotómica. Hojas opuestas, de margen  entero,  serrado  o  partido. Cabezuelas  solitarias  o  dispuestas  por  varias, los pedúnculos con frecuencia originándose en medio de las bifurcaciones de las ramas; involucro campanulado a hemisférico, dispuesto en 2 series, sus brácteas exteriores 2 a 5, libres o más o menos unidas entre sí, las interiores 3 a 13, encerrando por completo los aquenios de las flores periféricas, formando estructuras llamadas “frutos”, que a menudo llevan ornamentación y/o apéndices apicales, receptáculo plano a cilíndrico, provisto de páleas que abrazan las flores del disco. Flores liguladas 3 a 13, fértiles, sus tubos cortos, sus láminas amarillas, anaranjadas o blancas. Flores del disco 3 a más de 100, funcionalmente masculinas, sus corolas  tubulosas,  amarillas,  verdosas  o  anaranjadas,  anteras  amarillas  o  cafés claras, subauriculadas en la base, más o menos exsertas, estilo indiviso. Aquenios asimétricamente obovoides, algo comprimidos, vilano ausente.
Es uno de los más prolíficos géneros del verano. Extrañamente no son muy atractivos para las mariposas por lo que dependen del viento para su propagación.

## Taxonomía
El género fue descrito por Carlos Linneo y publicado en Species Plantarum 2: 921. 1753.	La especie tipo es: Melampodium americanum

## Especies
- Melampodium americanum
- Melampodium appendiculatum
- Melampodium argophyllum
- Melampodium aureum
- Melampodium bibractatum
- Melampodium cinereum

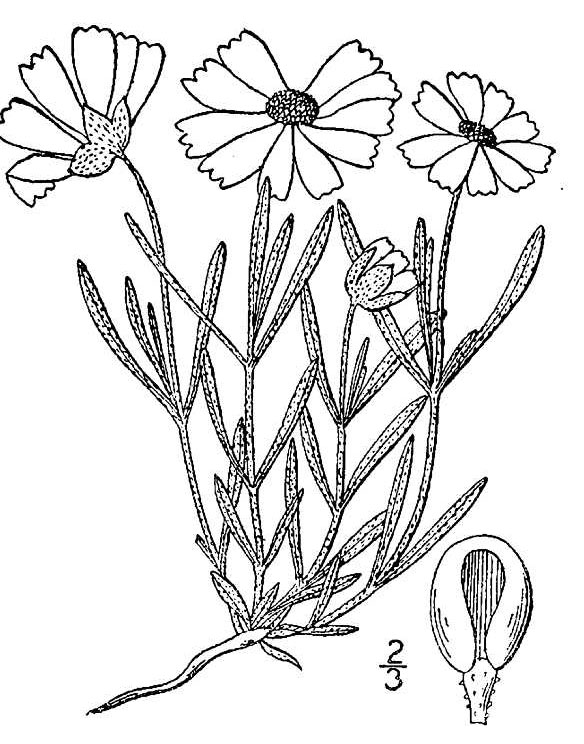
(Melampodium leucanthum)

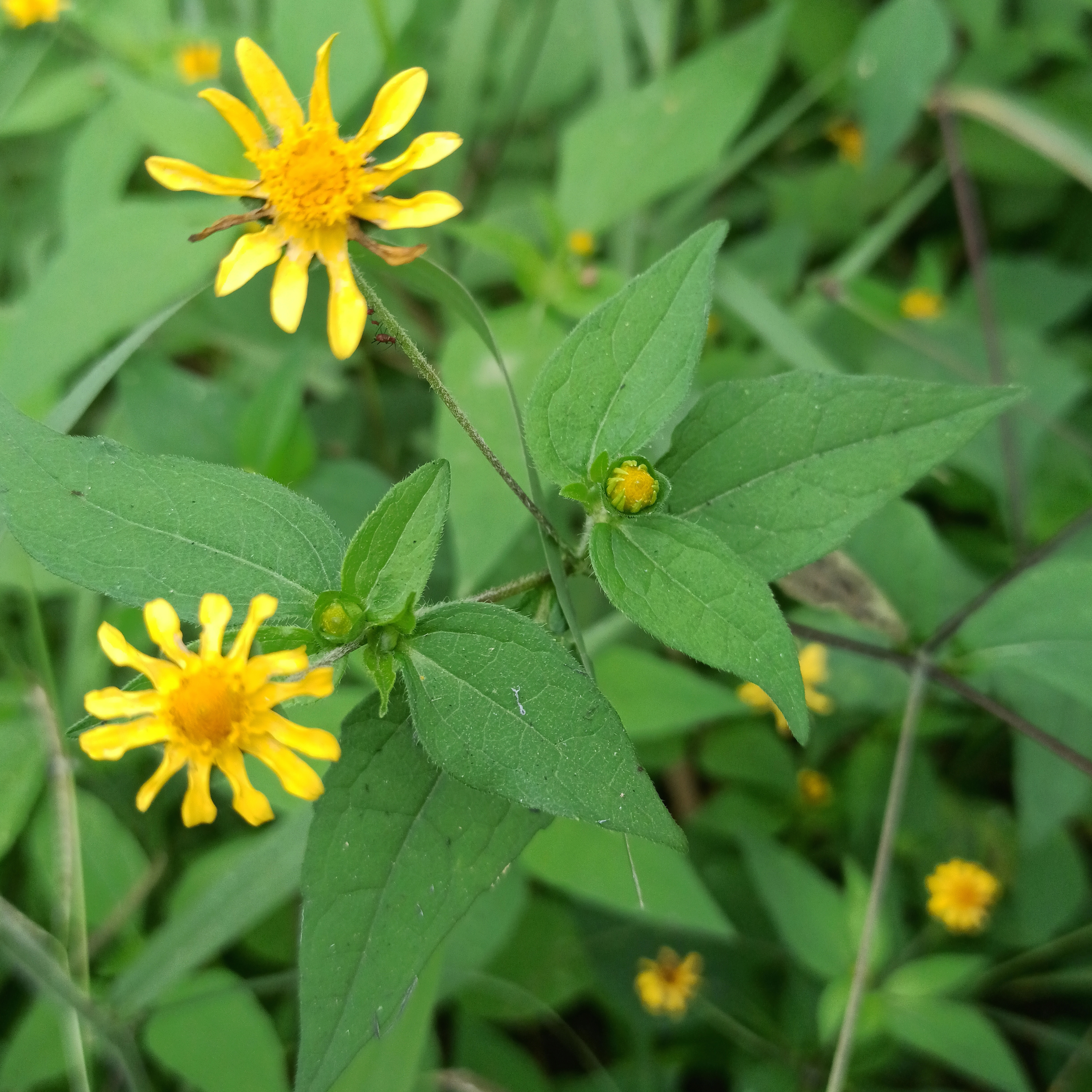
Yemas y flores de Melampodium divaricatum

  - Melampodium cinereum var. cinereum
  - Melampodium cinereum var. hirtellum
  - Melampodium cinereum var. ramosissimum
- Melampodium costaricense
- Melampodium cupulatum
- Melampodium diffusum
- Melampodium divaricatum
- Melampodium glabrum
- Melampodium glabribracteatum
- Melampodium gracile
- Melampodium leucanthum
- Melampodium linearifolium
- Melampodium longicorne
- Melampodium longifolium
- Melampodium longipes
- Melampodium longipilum
- Melampodium mayfieldii
- Melampodium microcephalum
- Melampodium mimulifolium
- Melampodium montanum
- Melampodium nayaritense
- Melampodium northingtonii
- Melampodium nutans
- Melampodium paludosum
- Melampodium paniculatum
- Melampodium perfoliatum
- Melampodium pilosum
- Melampodium pringlei
- Melampodium repens
- Melampodium rosei
- Melampodium sericeum
- Melampodium sinaloense
- Melampodium sinuatum
- Melampodium strigosum
- Melampodium tenellum
- Melampodium tepicense